# Pardelhas
Pardelhas é uma povoação portuguesa do Município de Mondim de Basto que foi sede da extinta Freguesia de Pardelhas, freguesia que tinha 18,39 km² de área e 77 habitantes (2011), e, por isso, uma densidade populacional de 4,2 hab/km².
A Freguesia de Pardelhas foi extinta (agregada) pela reorganização administrativa de 2012/2013, tendo o seu território sido agregado ao da Freguesia de Ermelo para criar a União de Freguesias de Ermelo e Pardelhas.

## População

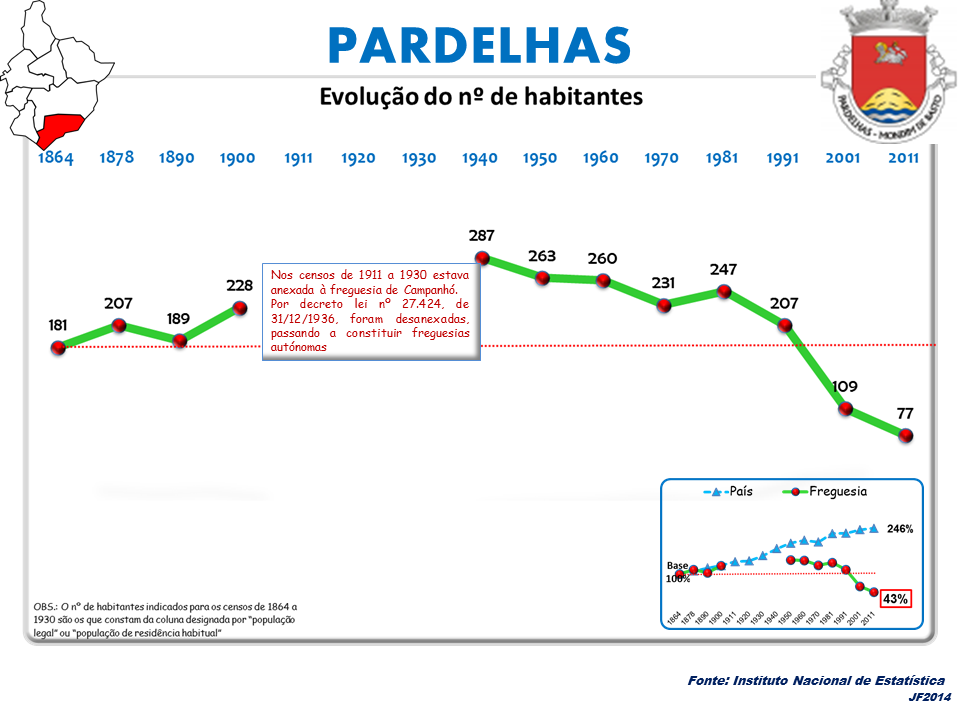
Evolução da População 1864 / 2011
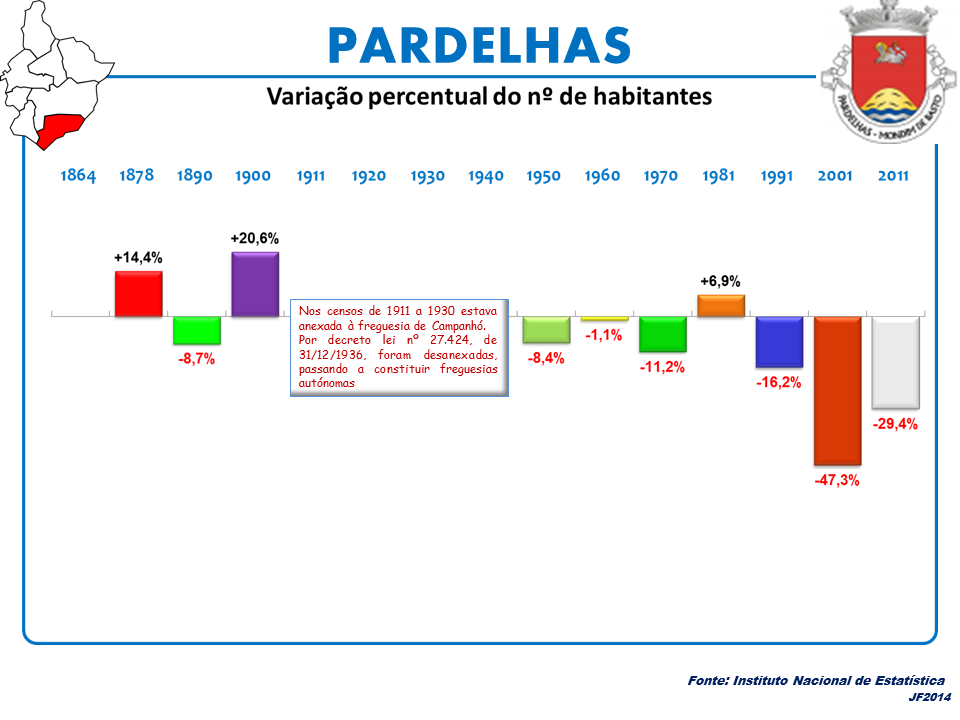
Variação da População 1864 / 2011
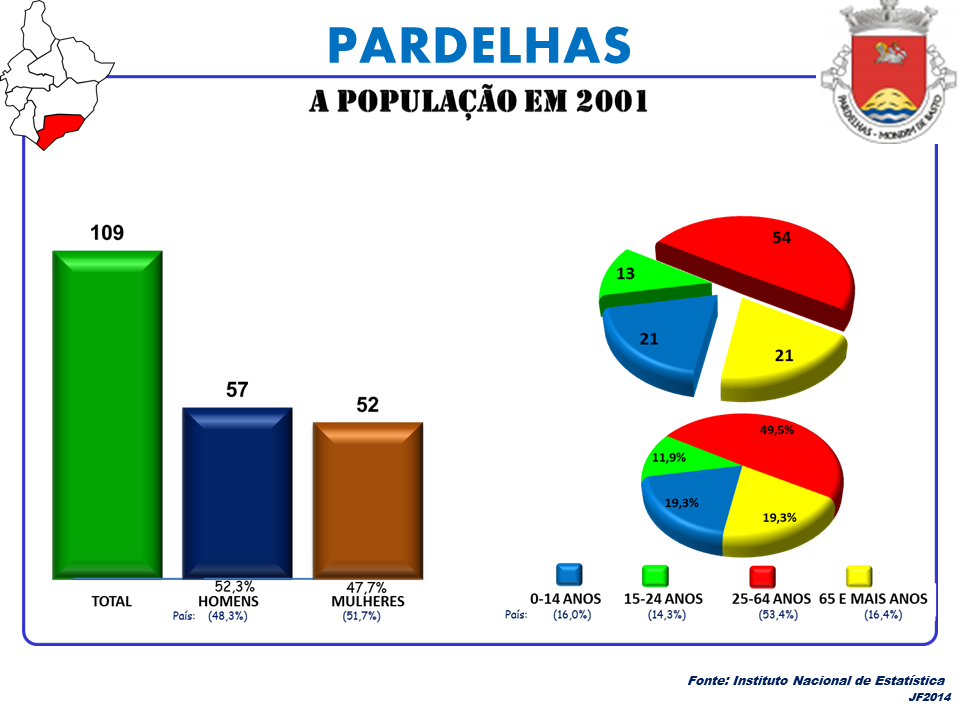
A População em 2001
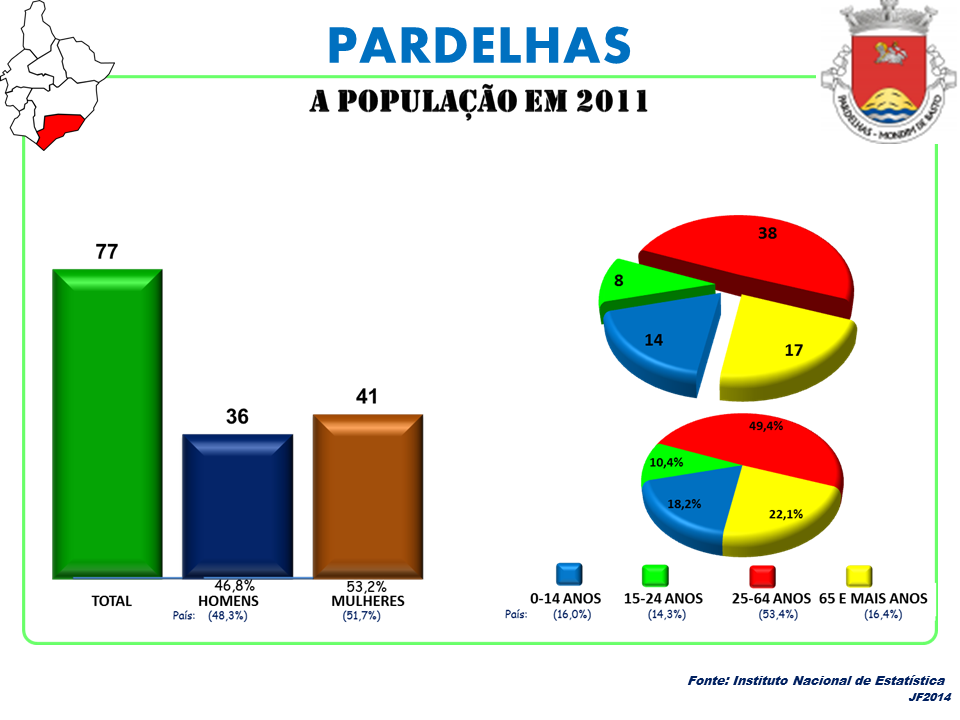
A População em 2011